# Metasploit Project
Metasploit Project — це проєкт сфери комп'ютерної безпеки, що надає інформацію про вразливості системи і допомагає у тестах на проникнення та розробці IDS.
Найвідомішим його підпроєктом  є open source Metasploit Framework, застосунок для розробки та здійснювання експлойтів коду проти віддаленого цільового комп'ютера. До інших важливих підпроєктів належать Opcode Database, shellcode архів і пов'язані з проєктом дослідження.
Metasploit Project відомий своїми засобами проти комп'ютерної судової експертизи та засобами для проникнення, частина з яких включена у Metasploit Framework.

## Історія
Metasploit був створений  американським хакером H. D. Moore у 2003 році як портативний мережевий застосунок написаний на Perl. До 2007 року, Metasploit Framework був повністю перенесений на Ruby. 21 жовтня 2009 року Metasploit Project анонсував, що його придбала Rapid7, підприємство з кібербезпеки, що надає послуги уніфікованого управління вразливостями.
Як і рівноцінні комерційні продукти, такі як Immunity's Canvas або Core Impact від  Core Security Technologies, Metasploit можна використати для перевірки вразливостей комп'ютерних систем або для того щоб отримати доступ до віддаленого комп'ютера. Як і багато застосунків із інформаційної безпеки, Metasploit можна використати як для легальних, так і для незаконних цілей. З часу придбання Metasploit Framework, Rapid7 додало два власних видань із відкритим кодом: Metasploit Express та Metasploit Pro.

## Metasploit Framework
Основними кроками у експлуатації систем, використовуючи Metasploit, є:
1. Вибір і конфігурація експлойта (код, що проникає у цільову систему, використовуючи один з її багів; понад 900 різноманітних експлойтів для Windows, Unix/Linux та Mac OS X є додані за замовчуванням);
2. Додаткова перевірка сприйнятливості системи до даного експлойта;
3. Вибір і конфігурація пейлоада (коду, що буде виконаний на цільовій системі у випадку вдалого проникнення; наприклад віддалена консоль чи VNC сервер);
4. Вибір техніки кодування з метою шифрування пейлоада, щоб його не могла виявити система виявлення атак (IDS);
5. Виконання експлойта.

Цей модульний підхід — дозвіл комбінації будь-якого експлойта з будь-яким пейлоадом — є основною перевагою Metasploit. Це полегшує завдання для хакерів та авторів експлойтів і пейлоадів.
Metasploit працює на Unix (включно з Linux та Mac OS X) і на Windows. Metasploit Framework може бути розширений додатками на різних мовах.
Для правильного вибору експлойта і пейлоада, необхідна певна інформація про цільову систему, такі як версія ОС і встановлені мережеві сервіси. Цю інформацію можна зібрати скануванням портів  та виконуючи OS fingerprinting з допомогою застосунку Nmap. Сканери уразливості, такі як Nexpose чи Nessus, можуть визначити вразливості цільової системи. Metasploit може імпортувати результати сканувань і порівняти ідентифіковані вразливості з дійсними модулями експлойтів для точної експлуатації.

## Інтерфейси Metasploit
Існує декілька доступних інтерфейсів Metasploit. Найбільш популярні підтримуються компаніями Rapid7 та Strategic Cyber LLC.

### Metasploit Framework Edition
Безкоштовна версія. Містить інтерфейс командного рядка, додатки сторонніх виробників та  експлуатацію і методи перебору, що здійснюються власноруч.

### Metasploit Community Edition
У жовтні 2011 року, Rapid7 випустила Metasploit Community Edition — безкоштовний користувацький інтерфейс, на основі веб технологій, для Metasploit. Metasploit Community зроблена на основі комерційної функціональності платних версій із зменшеним набором можливостей, включно з дослідженням мережі, перегляд модулів і власноручну експлуатацію. Metasploit Community включено до основного інсталяційного пакету.

### Metasploit Express
У квітні 2010 року, Rapid7 випустила Metasploit Express, комерційну версію з відкритим кодом, яка призначена для команд з безпеки для визначення вразливостей. Ця версія пропонує графічний інтерфейс, інтегрує nmap для дослідження і додає «розумний перебір» та автоматичний збір доказів.

### Metasploit Pro
У жовтні 2010 року, Rapid7 додала Metasploit Pro, комерційну версію з відкритим кодом Metasploit, для тестів на проникнення. Metasploit Pro окрім функцій Metasploit Express містить такі, як Quick Start Wizards/MetaModules, створення і менеджмент кампаніями із соціальної інженерії, тестування веб застосунків, просунута Pro Console, динамічні пейлоади для ухилення від антивірусу, інтеграція Nexpose для сканування вразливостей ad-hoc та VPN pivoting.

### Armitage
Armitage це графічний застосунок організації кібер-атак для Metasploit Project що візуалізує цілі та рекомендовані експлойт. Це безкоштовний застосунок із відкритим кодом для мережевої безпеки.

### Cobalt Strike
Cobalt Strike це колекція застосунків із емуляції небезпеки забезпечений компанією Strategic Cyber LLC для роботи з Metasploit Framework. Cobalt Strike містить властивості Armitage і додає застосунки для використання після експлуатації, на додаток до засобів створення звітів.

## Пейлоади
Metasploit наразі має 438 payloads. Деякі з них це:
- Командна оболонка надає можливість користувачу запускати колекційні скрипти чи запускати довільні команди проти ураженого комп'ютера.
- Meterpreter надає можливість користувачу контролювати екран пристрою використовуючи VNC переглядати та обмінюватися файлами.
- Динамічні пейлоади надають можливість користувачу уникнути захисту антивірусу, створюючи унікальні пейлоади.

## Автори
Metasploit Framework працює як проєкт з відкритим ресурсом і приймає внески користувачів через GitHub.com pull requests. Матеріали перекладаються командою, що складається з працівників Rapid7 найдосвідченіших користувачів. Більшість внесків додають нові модулі, такі як експлойти та сканери.
- H. D. Moore (засновник і головний архітектор структури)
- Мет Міллер (основний розробник протягом 2004—2008)
- spoonm (основний розробник протягом 2003—2008)